# Piadeira-comum

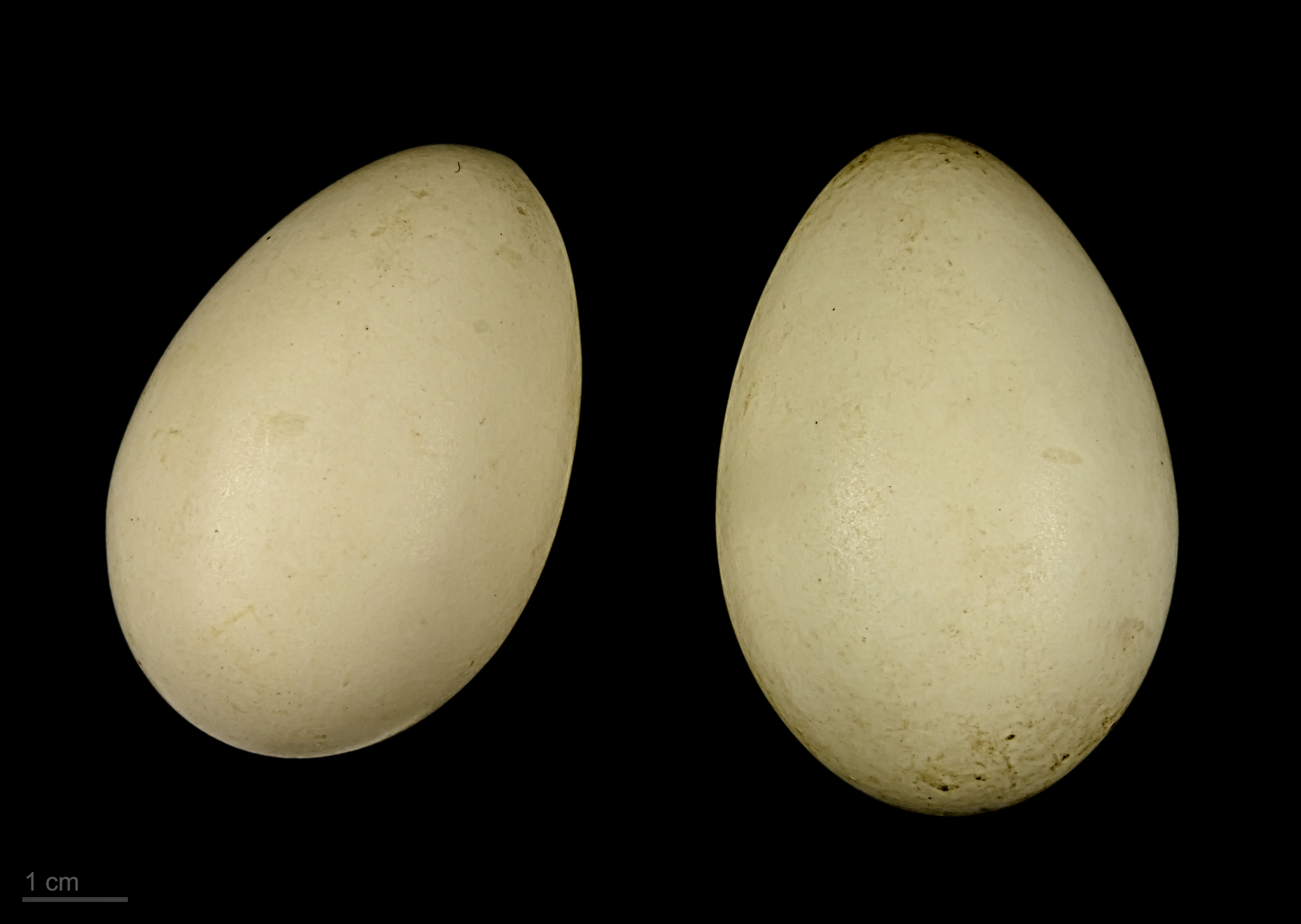
Mareca penelope - MHNT

A Mareca penelope, comummente conhecida como piadeira-comum, é uma ave da família dos anatídeos.

## Nomes comuns
Além do substantivo «piadeira-comum», esta espécie também pode ser conhecida como: piadeira (nome comum que partilha com outras espécies de aves trepadoras, da família dos Picídeos) ; assobiadeira , pato-assobiadeiro, revivo, alfanado e serafenado.

### Etimologia
Do que toca ao nome científico:
- O nome genérico, Mareca, foi cunhado pelo biólogo inglês James Francis Stephens em 1824,[13][14] por alusão à palavra portuguesa «Marreco»,[15] comummente utilizada para designar espécies de patos de porte pequeno.[16]
- O epíteto específico, penelope,[17] provém do grego antigo πηνέλοψ‎, que significa «pato».[18]

## Taxonomia
A espécie foi descrita por Lineu em 1758 na décima edição de Systema Naturae, sob o nome binomial corrente. A espécie é monotípica (não são reconhecidas subespécies).

### Sinonímia
- Anas penelope[21]

A alteração de género de Anas para Mareca decorre por virtude das recomendações emitidas pelo IOC, que determinou, com base em estudos publicados em 2009 que o género Anas não era monofilético, pelo que foi dividido em 4 géneros monofiléticos, dentre os quais se conta o género Mareca, onde se inseriram 5 espécies extantes.

## Descrição
A piadeira é um pato de dimensões médias e bico curto. Trata-se de uma espécie com dimorfismo sexual, de maneira que o macho e a fêmea têm aspecto diferente.
Do que toca aos machos, pautam-se pela plumagem acinzentada no dorso, negra nas penas infra-caudais e à grande “mancha branca” nas asas, na zona das grandes e médias coberturas. Também se destacam pela plumagem arruivada na cabeça, a qual pode assumir uma tonalidade amarelo-torrado na testa.
O tom geral da plumagem nas fêmeas é acastanhado, sobressaindo o castanho-canela das partes laterais e o ventre branco, sendo esta última nota visual especialmente observável durante o voo.

## Distribuição
Este pato nidifica no norte da Europa, nomeadamente na Islândia, na Escócia, na Escandinávia, na Finlândia e na Rússia. É uma ave migradora, que inverna na Europa central e meridional.

### Portugal
Em Portugal a piadeira ocorre como invernante, frequentando as principais zonas húmidas, nomeadamente estuários e pauis. Por vezes também ocorre em albufeiras.